# Ana Monteagudo Ponce de León
Ana Monteagudo Ponce de León (Arequipa, 26 de julio de 1602-Arequipa, 10 de enero de 1686), también conocida como Ana de los Ángeles Monteagudo, fue una religiosa católica peruana de la Orden de los Predicadores. Monteagudo estudió con monjas en su infancia y decidió convertirse en una después de una visión que tuvo de santa Catalina de Siena mostrándole el hábito dominico. Sus padres hicieron el esfuerzo de disuadirla de esto, aunque ella continuó por ese camino hasta que fue admitida como miembro de la Orden de los Predicadores. La religiosa se hizo conocida por su santidad y ocupó puestos de liderazgo debido a su sabiduría y la estima que otros le tenían.
El papa Juan Pablo II beatificó a Monteagudo en 1985 en su viaje apostólico a Perú.

## Vida
Ana Monteagudo Ponce de León nació a mediados de 1602 en Perú como la cuarta de ocho hijos del español Sebastián Monteagudo de la Jara y la peruana Francisca Ponce de León.
Monteagudo fue educada en el Monasterio de Santa Catalina de Siena en Arequipa, Perú, ya que sus padres la encomendaron al cuidado de las monjas allí en 1605 y regresó a casa en 1616 antes de decidir convertirse en monja.
Sin embargo, fue en esta etapa que sus padres querían darla en matrimonio, aunque mientras estaba en casa, una visión de Santa Catalina de Siena mostrándole un hábito dominico la impulsó a dejar su hogar. Un niño de nombre Domingo la llevó al monasterio antes de que sus padres descubrieran lo que había hecho. Los padres trataron de disuadirla y le ofrecieron joyas, aunque ella rechazó cada oferta. Su padre pronto llegó a aceptar y apoyar su decisión, aunque su madre furiosa nunca lo hizo y le prohibió volver a casa. Se convirtió en postulante de la Orden de los Predicadores en 1616 a pesar de las objeciones de sus padres y se convirtió en miembro pleno más tarde en 1618. Monteagudo se desempeñó como sacristán del monasterio desde su profesión hasta 1632 cuando fue nombrada maestra de novicias y ocupó ese cargo hasta 1645 cuando fue nombrada priora.
El rey Felipe IV de España, quien también era un dominico secular, se apareció a Monteagudo después de su muerte en 1665 y le pidió su intercesión, mientras que más tarde le reveló que había entrado en el cielo tres días después de su muerte gracias a sus oraciones. Admiraba y era devota de san Nicolás de Tolentino y contempló una visión de la Santísima Virgen María, el santo, y una legión de ángeles donde el santo le mostró el purgatorio.
La monja murió en 1686 y sus restos fueron enterrados en el monasterio donde residió la mayor parte de su vida. La última década la vio luchar con una enfermedad que la había dejado ciega y frágil.

## Beatificación
La fase informativa de la causa de beatificación se abrió poco después de su muerte el 17 de julio de 1686 y más tarde concluyó en un momento no especificado, mientras que un proceso apostólico abrió y concluyó su trabajo el 18 de diciembre de 1903. Monteagudo fue nombrada Sierva de Dios por el papa Benedicto XV el 13 de junio de 1917 después de la presentación formal de la causa; el papa Pablo VI confirmó más tarde sus virtudes heroicas y la nombró Venerable.
El papa Juan Pablo II reconoció un milagro atribuido a su intercesión en un decreto emitido el 30 de marzo de 1981 y así aprobó su beatificación. Esta tuvo lugar en algún momento posterior, el 2 de febrero de 1985, cuando el papa visitó Perú.
El actual postulador de la causa es el sacerdote dominico Vito Tomás Gómez García.